# Republik Krim (Sezessionsregion)
Die Republik Krim (russisch Республика Крым/Respublika Krym; ukrainisch Республіка Крим Respublika Krym; krimtatarisch Qırım Cumhuriyeti) war ein De-facto-Regime auf der Halbinsel Krim. Sie wurde im Verlauf der Annexion der Krim 2014 durch eine gemeinsame Unabhängigkeitserklärung der Autonomen Republik Krim und der Stadt Sewastopol vom 11. März 2014, die beide völkerrechtlich zur Ukraine gehören, als unabhängiger Staat ausgerufen und am 17. März in Form einer Republik proklamiert.
Das am 16. März abgehaltene, von russischen Truppen überwachte Referendum über den Status der Krim, in dem dieser Schritt, den offiziellen Ergebnissen zufolge, mehrheitlich befürwortet worden sei, sollte diese Entscheidung bestätigen. Noch am selben Tag wurde ein Beitrittsantrag zur Russischen Föderation gestellt.
Die Existenz des De-facto-Regimes endete mit der Ratifikation des Beitrittsvertrags durch den russischen Föderationsrat am 21. März 2014. Dabei wurde die Stadt Sewastopol wieder von der Republik abgespalten. Die allermeisten Staaten der Welt erkannten die Republik Krim nicht an und betrachten die Krim weiterhin als Teil der Ukraine.
Oberhaupt war Sergei Aksjonow.

## Ablauf
→ Zur Vorgeschichte siehe Annexion der Krim 2014, Autonome Republik Krim und Geschichte der Ukraine: Krim
Im Februar 2014 besetzte Russland unter Wladimir Putin die zur Ukraine gehörende Krim durch Soldaten der GRU Speznas (grüne Männchen) und unter dem Vorwand des Stationierungsabkommens über die Schwarzmeerflotte verlegte Einheiten. Das von bewaffneten Kräften besetzte Parlament der Autonomen Republik Krim bestimmte den prorussischen Sergej Aksjonow zum Präsidenten und beschloss die Abhaltung eines Referendums über die Unabhängigkeit der Krim am 25. Mai 2014. Dieser Termin wurde später auf den 16. März verschoben.
Am 11. März veröffentlichten der Oberste Rat der Autonomen Republik Krim und der Stadtrat von Sewastopol folgende gemeinsame Erklärung:
1. Wenn als Ergebnis des am 16. März 2014 stattfindenden Referendums der direkte Ausdruck der Völker der Krim zum Ausdruck kommt, dass die Krim, bestehend aus der Autonomen Republik Krim und der Stadt Sewastopol, Russland beitreten soll, so wird ein unabhängiger und souveräner Staat mit einer republikanischen Staatsform deklariert werden.
2. Diese Republik Krim ist ein demokratischer, säkularer und multiethnischer Staat, der sich verpflichtet, den Frieden, sowie den ethnischen und konfessionellen Zusammenhalt in ihrem Gebiet zu bewahren.
3. Die Republik Krim wird im Falle eines solchen Ergebnisses der Volksabstimmung als unabhängiger und souveräner Staat und auf der Grundlage des Völkerrechts den Beitritt in die Russische Föderation beantragen und bei Zustimmung dessen ein neues Subjekt der Russischen Föderation.

(unterzeichnet vom Vorsitzenden des Obersten Rates der Autonomen Republik Krim Wolodymyr Konstantynow und vom Vorsitzenden des Stadtrats von Sewastopol Juri Wassiljewitsch Doinikow)
Das regionale Parlament der Krim begründete die von der ukrainischen Regierung Jazenjuk nicht als legitim anerkannte Unabhängigkeitserklärung mit der juristischen Notwendigkeit für den Beitritt zur Russischen Föderation und für die Durchführung des Referendums. 78 von 99 anwesenden Parlamentariern stimmten für den Schritt.
Bei dem am 16. März 2014 durchgeführten Referendum sprachen sich nach Angaben der russischen Nachrichtenagentur RIA Novosti 96,77 Prozent der Abstimmenden – entsprechend 1,233 Millionen Stimmen – für eine Vereinigung der Krim mit der Russischen Föderation mit den Rechten eines Föderationssubjekts aus; die Wahlbeteiligung habe 83,1 Prozent betragen. In einem Bericht des Menschenrechtsrats beim russischen Präsidenten heißt es demgegenüber: „Nach unterschiedlichen Angaben haben 50 bis 60 Prozent der Stimmbürger für den Anschluss gestimmt, bei einer Wahlbeteiligung von 30 bis 50 Prozent.“ Insbesondere die Bevölkerungsgruppe der Krimtataren boykottierte nach einem Aufruf ihres Medschlis die Abstimmung mehrheitlich. Wegen des Boykotts der Krimtataren und wegen der Anzahl von 25 % ethnischer Ukrainer wurden die offiziellen Zahlen bezweifelt. Der russische Staatspräsident Wladimir Putin gab wenig später zu, dass das Referendum von russischen Soldaten überwacht worden war.
International wird angenommen, dass das Rumpf-Parlament der Krim mit der Ansetzung eines Referendums seine Kompetenzen überschritten habe. Damit einher geht auch Kritik an der Unabhängigkeitserklärung. Nach überwältigender Meinung der Staatengemeinschaft verletzte die Annexion durch die Russische Föderation das Völkerrecht.
Am 17. März 2014 erkannte Russland die Krim als souveränen Staat an. Die ukrainische Interimsregierung verkündete, dass sie diesen Schritt nicht anerkenne und die Krim weiterhin Teil des ukrainischen Staatsgebietes sei.
Am 18. März 2014 unterzeichneten der russische Präsident Wladimir Putin und Vertreter der Republik Krim einen Vertrag zur Aufnahme dieser als neues Föderationssubjekt in die Russische Föderation. Infolgedessen reagierten westliche Staaten und die EU mit weiteren Sanktionen. Nach dem Vorbild der Krim stellte an diesem Tag auch Transnistrien einen Beitrittsantrag.
Am 21. März 2014 ratifizierte der russische Föderationsrat den Beitrittsvertrag. Im Zuge der Eingliederung des Gebietes wurde die Stadt Sewastopol wieder von der Republik getrennt. Die Autonome Republik Krim, die nun in Republik Krim umbenannt wurde, und Sewastopol bildeten seitdem aus russischer Sicht zwei eigene Föderationssubjekte innerhalb der föderalen Gliederung Russlands. Beide zusammen bildeten den neuen Föderationskreis Krim. Damit endete die Existenz dieses politischen Gebildes auch in der Eigendarstellung der Sezessionsregion. Die meisten anderen Staaten (mit Ausnahme Kasachstans und Venezuelas) halten diese Schritte für völkerrechtswidrig und erkannten die Republik Krim daher nicht an, sondern sehen die Krim weiterhin als integralen Bestandteil der Ukraine.